# Pepparmintseukalyptus
Pepparmintseukalyptus (Eucalyptus radiata) är en art i familjen myrtenväxter. Arten kommer ursprungligen från sydöstra Australien. I Sverige används arten som krukväxt och utplanteringsväxt. Arten är relativt köldtålig och klarar -10°C och klarar sig i södra England.
Pepparmintseukalyptus blir i hemlandet ett 30 meter högt träd. Bladen är starkt aromatiska och blir upp till 15 cm långa, samt 1,5 cm vida, de är gröna och tunna. Blommorna är vita till gräddvita, 1,5 cm i diameter och sitter i täta samlingar.

## Synonymer
- Eucalyptus amygdalina var. australiana R.T.Baker & H.G.Sm. nom. inval.
- Eucalyptus amygdalina var. numerosa Maiden nom. illeg.
- Eucalyptus amygdalina var. radiata (DC.) Benth.
- Eucalyptus australiana R.T.Baker & H.G.Sm.
- Eucalyptus calyculata Maiden nom. inval.
- Eucalyptus phellandra R.T.Baker & H.G.Sm.
- Eucalyptus radiata var. australiana (R.T.Baker & H.G.Sm.) Blakely
- Eucalyptus radiata var. subexserta Blakely
- Eucalyptus translucens Maiden nom. inval.